# 鷺洲
鷺洲（さぎす）は、大阪府大阪市福島区にある町名。現行行政地名は鷺洲一丁目から鷺洲六丁目。

## 地理
大阪市福島区の北東部に位置する。北から西は海老江、南は吉野、東は福島・北区大淀南とそれぞれ接する。

## 歴史

### 地名の由来
古く砂洲状を成していた当地は鷺洲(さぎしま)と呼ばれていた。もと西成郡浦江村（現在の北区）の勝楽寺所蔵の大般若経裏書に「承久3年(1221)3月27日安置摂津国四天王寺御領西成郡鷺島荘浦江村勝楽寺」とある。

## 世帯数と人口
2019年（平成31年）3月31日現在の世帯数と人口は以下の通りである。
| 丁目       | 世帯数    | 人口     |
| ---------- | --------- | -------- |
| 鷺洲一丁目 | 828世帯   | 1,554人  |
| 鷺洲二丁目 | 995世帯   | 1,761人  |
| 鷺洲三丁目 | 2,215世帯 | 4,499人  |
| 鷺洲四丁目 | 640世帯   | 1,031人  |
| 鷺洲五丁目 | 1,538世帯 | 3,522人  |
| 鷺洲六丁目 | 531世帯   | 810人    |
| 計         | 6,747世帯 | 13,177人 |

### 人口の変遷
国勢調査による人口の推移。
| 1995年（平成7年）  | 8,467人  | [ 6 ]  |  |
| 2000年（平成12年） | 9,023人  | [ 7 ]  |  |
| 2005年（平成17年） | 9,602人  | [ 8 ]  |  |
| 2010年（平成22年） | 10,991人 | [ 9 ]  |  |
| 2015年（平成27年） | 11,411人 | [ 10 ] |  |

### 世帯数の変遷
国勢調査による世帯数の推移。
| 1995年（平成7年）  | 3,606世帯 | [ 6 ]  |  |
| 2000年（平成12年） | 4,058世帯 | [ 7 ]  |  |
| 2005年（平成17年） | 4,447世帯 | [ 8 ]  |  |
| 2010年（平成22年） | 5,428世帯 | [ 9 ]  |  |
| 2015年（平成27年） | 5,693世帯 | [ 10 ] |  |

## 事業所
2016年（平成28年）現在の経済センサス調査による事業所数と従業員数は以下の通りである。
| 丁目       | 事業所数  | 従業員数 |
| ---------- | --------- | -------- |
| 鷺洲一丁目 | 75事業所  | 654人    |
| 鷺洲二丁目 | 96事業所  | 664人    |
| 鷺洲三丁目 | 71事業所  | 783人    |
| 鷺洲四丁目 | 37事業所  | 300人    |
| 鷺洲五丁目 | 59事業所  | 593人    |
| 鷺洲六丁目 | 4事業所   | 27人     |
| 計         | 342事業所 | 3,021人  |

## 施設

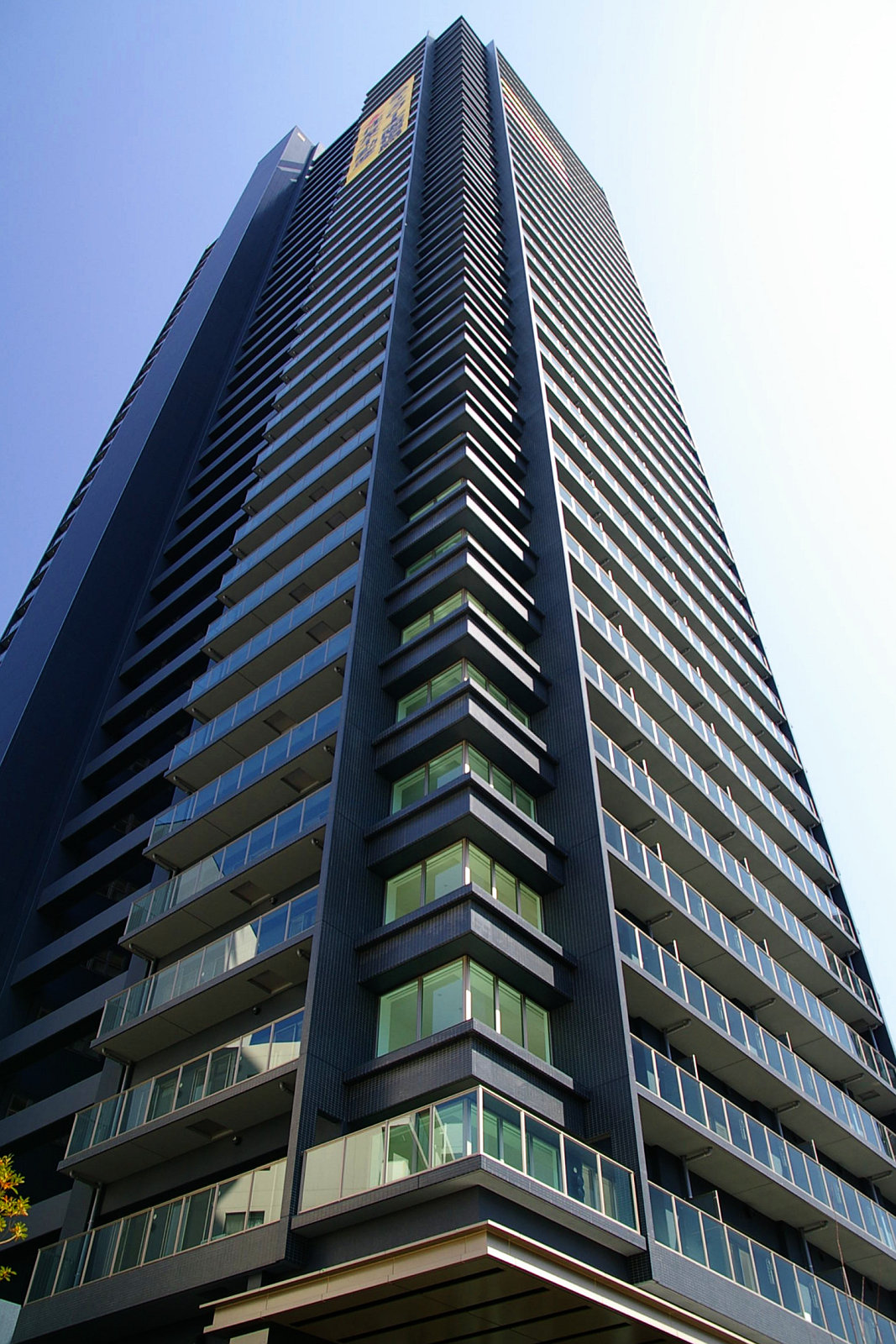
シティタワー大阪福島

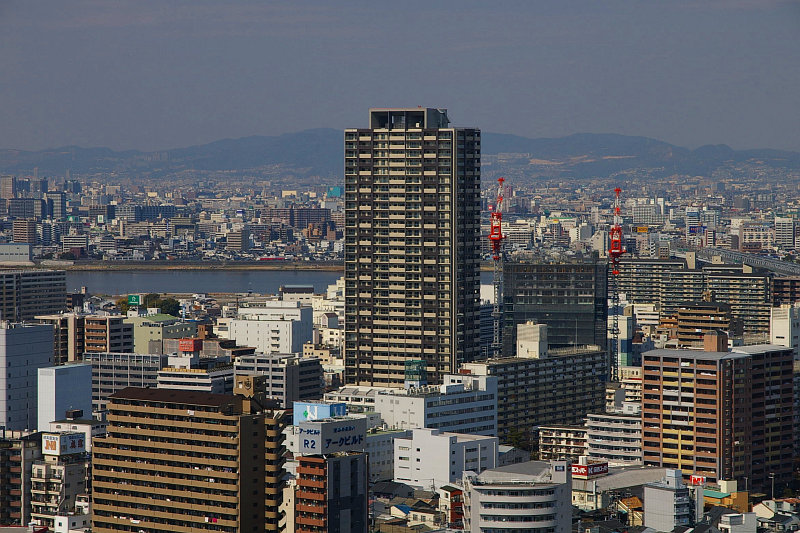
福島ガーデンズタワー

### 居住施設
- シティタワー大阪福島
- 福島ガーデンズタワー

### 教育機関
- 大阪市立八阪中学校
- 大阪市立鷺洲小学校

### 公園
- 鷺洲上公園
- 鷺洲中公園
- 鷺洲北公園

### 社寺・史跡
- 了徳院 - 別称は浦江聖天。
- 持明院
- 妙寿寺 - 「浦江のお稲荷さん」の愛称で知られる。

### 企業
- ペガサスミシン製造
- イサム塗料
- 岡本製作所

## 交通

### 鉄道
- 阪神本線 野田駅
- Osaka Metro千日前線 野田阪神駅

### 道路
高速道路
- 阪神高速11号池田線

国道
- 国道2号（曽根崎通）

## その他

### 日本郵便
- 〒553-0002[3]（集配局：大阪北郵便局[12]）